# Мінерали парамагнітні
Мінерали парамагнітні (рос. минералы парамагнитные, англ. paramagnetic minerals; нім. paramagnetische Minerale n pl) — мінерали зі слабкими магнітними властивостями, з позитивною магнітною сприйнятливістю в межах 103-10−6 на одиницю об'єму.